# Sainte-Cécile-du-Cayrou
Sainte-Cécile-du-Cayrou – miejscowość i gmina we Francji, w regionie Oksytania, w departamencie Tarn. W 2013 roku jej populacja wynosiła 122 mieszkańców. Przez gminę przepływa rzeka Vère. 